# Thunya Sukcharoen
Thunya Sukcharoen (* 21. April 1997 in Thailand) ist eine thailändische Gewichtheberin.
Sukcharoen gehört seit frühen Jahren zur Weltspitze im Gewichtheben. Sie tritt in der 48-KG-Klasse der Frauen an.

## Erfolge (Auswahl)
- 2013 Bronze bei der IWF-Weltmeisterschaft der Junioren[1]
- 2013 Silber bei den Asiatischen Jugendspielen[2]
- 2016 Gold bei der IWF-Weltmeisterschaft der Junioren[3]
- 2016 Gold bei der Asiatischen Meisterschaft der Junioren[4]
- 2017 Gold bei der Asiatischen Meisterschaft[5][6]
- 2017 Silber bei der IWF-Weltmeisterschaft[7]